# Brie de Meaux
El brie de Meaux és un formatge de pasta tova amb pell florida elaborat amb llet de vaca. És un formatge francès originari de l'Abadia Notre-Dame de Jouarre, a la regió de Brie. És un dels 40 formatges francesos protegits amb l'etiqueta AOC, des de 1980. La seva zona de producció s'estén des de les planes briardes fins al Mosa. El seu nom prové de la regió de Brie i la ciutat de Meaux.

## Història

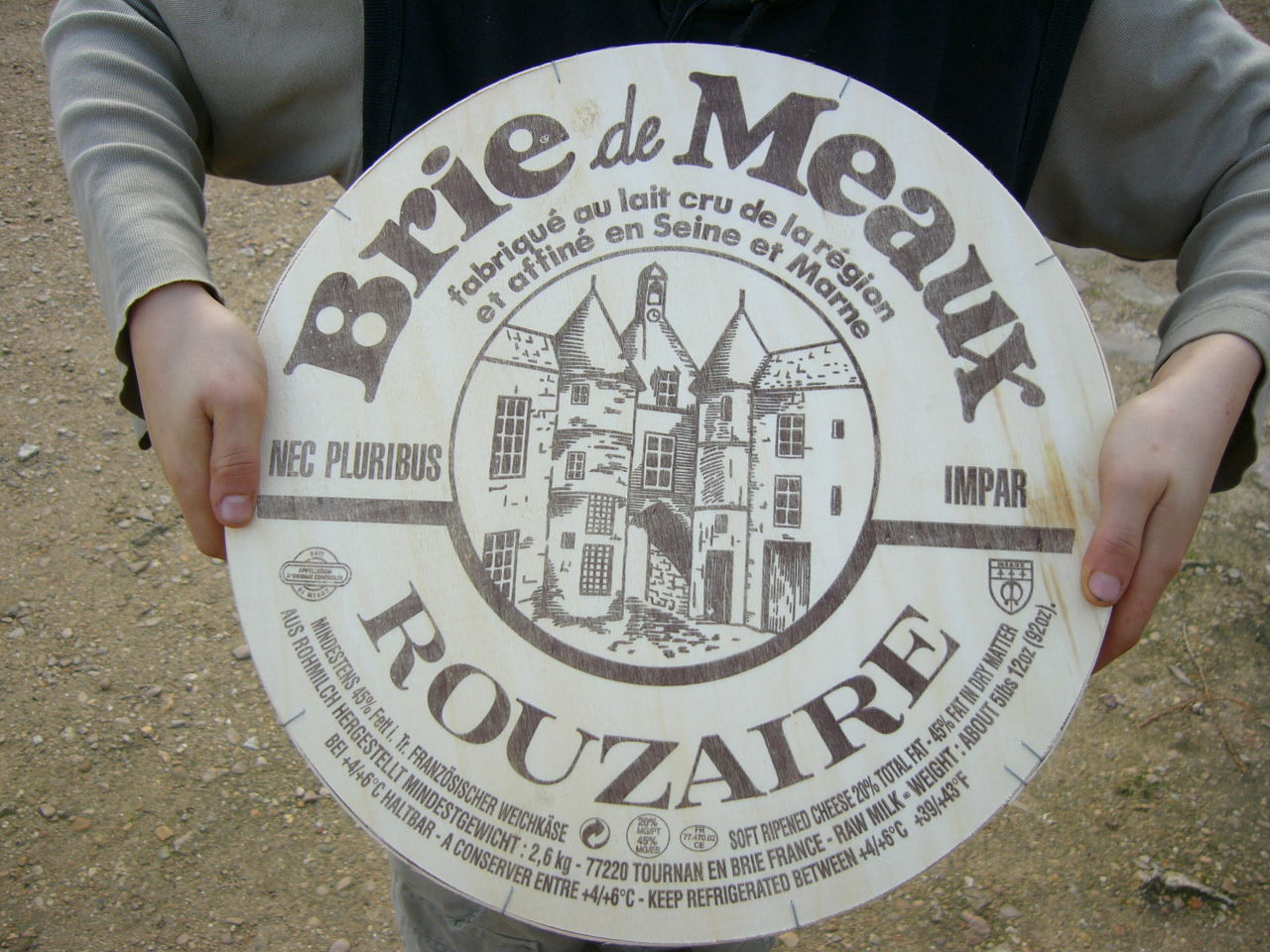
Caixa de fusta amb què es comercialitza

La història del brie de Meaux data de l'època de l'emperador Carlemany, que, l'any 774, va exalçar les virtuts del Brie en les seves cròniques. El 1793, Lavallée el va elogiar dient que era "estimat pels rics i els pobres, i que predica la igualtat com mai abans ningú ho havia imaginat possible". Però la fama li arribà quan fou coronat el "Rei dels Formatges" per Talleyrand al banquet de clausura del Congrés de Viena que es va celebrar el 9 de juny de 1815. Talleyrand havia afirmat amb anterioritat que cap formatge superava el brie. Metternich, molest per no veure el seu "bavarès blau" reconegut com el millor va decidir organitzar per al sopar de cloenda del Congrés una degustació de cinquanta-dos formatges de la regió que representaven els participants de diferents països que hi participen. Al final del tast, va ser el mateix príncep Metternich qui va proclamar que el brie "el príncep dels formatges i el primer dels postres."
Originalment produïda només a la regió al voltant de Meaux, a partir de 1953, aquest territori s'estén cap a l'est fins al Mosa. La proximitat de l'Illa de França als mercats de París i l'atractiva caixa de fusta en què es venia també van contribuir a la seva glòria.

## Elaboració
Per haver obtingut la condició AOC, el Brie s'ha d'haver produït en determinades àrees, amb quall de vedella i 25 l. de llet sense pasteuritzar. La quallada ha de transvasar-se a mà als motlles, i després cada formatge ha de salar-se en sec i deixar que maduri lentament a una temperatura i humitat específiques.
Per aconseguir aquest interior suau, voluptuós, i per evitar que el greix i les proteïnes es perdin en el sèrum, els productors manegen la fràgil i tremolosa quallada a mà, amb un cullerot perforat que es coneix com pelle à brie, utilitzada per primera vegada al segle xii. Els formatges romanen un mínim de quatre setmanes en un celler especial en què es voltegen regularment. Primer comencen a aparèixer vetes o punts de color vermell o marró, conegudes com a ferment du rouge, a continuació, les floridures blanques, Penicillium candidum i Penicillium camemberti, més virulents, van cobrint gradualment l'escorça, formant un prim revestiment de vellut blanc.
El brie de Meaux i el camembert de Normandia solen considerar-se semblants, però tenen un caràcter propi i diferenciat determinat per la grandària, la microflora, el clima diferent i la pastura.

## Característiques
És probablement el més fort de tots els formatges tendres tous. L'aroma ha de contenir floridura, fulles humides i fongs, i intensificar-se amb la maduració. Al punt de màxima expressió, l'interior tou té un color brillant entre palla i groc mantega, i un característic sabor intens que recorda a la sopa de xampinyons silvestres fumats amb consomé de vedella.